# Ali Javan
Ali Javan (em persa: علی جوان - ‘Ali Javān, em azeri:   علی جوان; Teerã, 26 de dezembro de 1926 — Los Angeles, 12 de setembro de 2016) foi um físico e inventor azeri-estadunidense nascido no Irã. É professor do Instituto de Tecnologia de Massachusetts.